# Лунин, Юрий Игоревич
Лунин Юрий Игоревич — современный российский прозаик, работает в жанрах рассказ и повесть.

## Биография
Родился 27 ноября 1984 года в городе Партизанске Приморского края. Окончил Литературный институт им. А. М. Горького (семинар Александра Рекемчука). Живет в г. Электросталь Московской области.
Лауреат литературного конкурса «Facultet» (2009, 2010). Лауреат российско-итальянской литературной премии для молодых авторов «Радуга» (2012).  В 2014 году вошёл в лонг-лист премии «Дебют» в номинации «малая проза». Лауреат премии имени Гончарова в номинации «Ученики Гончарова» (Ульяновск, 2017) . Стипендиат Фонда социально-экономических и интеллектуальных программ (президент фонда С.А.Филатов) по итогам XIV Форума молодых писателей России, стран СНГ и зарубежья.
В 2021 году на конференции Союза писателей России, входящей в программу Всероссийского совещания молодых писателей в Химках, Лунин был признан лучшим молодым писателем России по результатам голосования экспертов .
Проза Юрия Лунина публиковалась в журналах «Наш современник», «Волга», «День и ночь», «Дон», «Формаслов» , в сборнике «Facultet», альманахах «Пятью пять» и «Радуга» (в переводе на итальянский язык).  В 2017 году издательством «Интернациональный Союз писателей» выпущен сборник рассказов «Святой день». В декабре 2023 года в издательстве «Челнок» вышла книга Юрия Лунина «Фиолетовая рыба». 
Женат, воспитывает троих детей. 

## Современники о Юрии Лунине
Виктор Бараков:
«Юрий Лунин, один из самых талантливых и заметных современных прозаиков… Верность языковой и человеческой достоверности, стремление к духовной высоте и нравственной цельности — главные творческие принципы Юрия Лунина».
Александр Казинцев:
«Юрий Лунин, обладающий редким даром повествователя...».   «Один из самых известных авторов нового поколения… Думаю, не случайно книга Юрия Лунина «Святой день» вышла в знаменитой серии «Классики и современники»  .
Елизавета Мартынова:
«Лунин продолжает традицию русской классической прозы. Ему родственны Лев Толстой, Антон Чехов, Александр Куприн, Иван Бунин, малоизвестный Илья Сургучёв (прозаик первой волны русской эмиграции), Георгий Семёнов, Юрий Казаков» .
Андрей Тимофеев:
«Юрий Лунин… прекрасно ориентируется в мире психологических деталей и тонких движениях души человека. Именно они и составляют предмет его напряжённого изучения, и образуют в его произведениях ту едва уловимую художественную среду, в которой собственно и разворачивается главное движение рассказа».
Яна Сафронова (критик, публицист, редактор отдела критики журнала «Наш современник», заместитель председателя АСПИР):
«Юрий Лунин — один из самых талантливых молодых прозаиков в современной литературе… В своих произведениях Лунин продолжает традиции так называемой лирической прозы, основы которой заложены Юрием Казаковым, Георгием Семёновым, Виктором Лихоносовым…»